# Ors (Nord)
Ors és un municipi francès, situat a la regió dels Alts de França, al departament del Nord. L'any 2006 tenia 685 habitants. Limita al nord amb Bousies i Fontaine-au-Bois, al nord-est amb Landrecies, a l'est amb La Groise, al sud amb Catillon-sur-Sambre, al sud-oest amb Bazuel i al nord-oest amb Forest-en-Cambrésis i Pommereuil.

## Demografia
| 1962                                       | 1968 | 1975 | 1982 | 1990 | 1999 | 2006 |
| ------------------------------------------ | ---- | ---- | ---- | ---- | ---- | ---- |
| 743                                        | 744  | 683  | 630  | 697  | 712  | 685  |
| Des de 1962: població sense dobles comptes |      |      |      |      |      |      |

## Administració
| Període | Identitat    | Partit |
| ------- | ------------ | ------ |
| 2001-   | Jacky Duminy |        |